# Yamatocetus
Yamatocetus canaliculatus — вимерлий вид еомістетидних вусатих китів з пізнього олігоцену Японії.

## Таксономія
Голотипний зразок, частковий скелет, був виявлений куратором Тошіюкі Камеєм у жовтні 1981 року в групі Ашія формації Джіннобару на острові Кюсю і зберігається в Музеї природної історії та історії людства Кітакюсю. Назва роду вшановує стару назву Японії, Ямато, і латинське cetus, «кит». Назва виду перекладається як «з канавкою» у зв'язку з борозенками в його роті, які вказують на функціональні вуса. Його віднесли до родини Eomysticetidae, примітивної групи вусатих китів.

## Опис
Як і в інших вусатих китів, череп широкий і плоский. Череп уздовж боків має кілька вузьких прямих борозенок — всього вісім — і в черепі є кілька отворів, які використовуються як проходи для кровоносних судин, хоча їх не так багато, як у сучасних вусатих китів, — що вказує на те, що він мав вуса у роті. Череп містить кілька зубних ямок, але зубів не виявлено; можливо, ці лунки були рудиментарними і не мали зубів, або зуби випали природним чином протягом життя тварини. Отвір розташовувався посередині морди, біля положення очей. На відміну від близькоспоріднених Eomysticetus, голова відносно плоска, а морда тупа. Слухова булла у вусі більше схожа на примітивних вусатих китів і археоцетів. 
Яматоцет мав сім шийних хребців, і повний ряд зберігся. Виявлено ліве передпліччя та уламки правого. Як і у сучасних китів, ліктьовий суглоб, ймовірно, не міг обертатися. Плечова кістка пропорційно довша, ніж у сучасних вусатих китів, що характерно для еомістетидних китів, що свідчить про те, що еомістетиди мали меншу здатність плавати.

## Палеоекологія
Яматоцет був раннім фільтратором, і його зуби, якщо вони і були, швидше за все, були рудиментарними і не служили жодній меті. У яматоцета було кілька двоголових хребцевих суглобів, а у сучасних вусатих їх кількість зменшена, щоб збільшити гнучкість грудної клітки, щоб допомогти під час глибоководного занурення, Yamatocetus, ймовірно, залишився біля поверхні.